# Piazza del Popolo (Rome)
Pour les articles homonymes, voir Piazza del Popolo.
La piazza del Popolo (place du peuple, en italien) est une importante place piétonne monumentale, de style néo-classique du XIXe siècle en son état actuel, au nord du centre historique de Rome, qui a commencé à être aménagée et ornée dès la fin du XVIe siècle, sur ordre du pape Sixte-Quint, l'un des plus importants papes bâtisseurs dans la Ville Éternelle. Son nom, en italien, signifie littéralement la « place du Peuple », mais il est historiquement dérivé de celui des peupliers (populus en latin, pioppo en italien), auxquels l'église Santa Maria del Popolo (l'église Sainte-Marie-du-Peuple), à l'angle nord-est de la place, doit son appellation d'origine.
La place est située à l'intérieur de la porte septentrionale du mur d'Aurélien, la porta Flaminia de la Rome antique, désormais appelée porta del Popolo. C'était le point de départ de la via Flaminia, importante voie romaine qui conduisait vers Ariminum (aujourd'hui Rimini) et vers tout le nord de l'Italie. Avant l'ère des chemins de fer, c'était le point d'arrivée à Rome de tout voyageur venant du nord. Pendant des siècles, la vaste place, visible de tous, mais située un peu à l'écart de la vie urbaine, fut un lieu d'exécutions publiques, la dernière fois en 1826.  
C'est une part intégrante du complexe de rues connu sous le nom de Trident.  

## Histoire et description

### Architecture générale

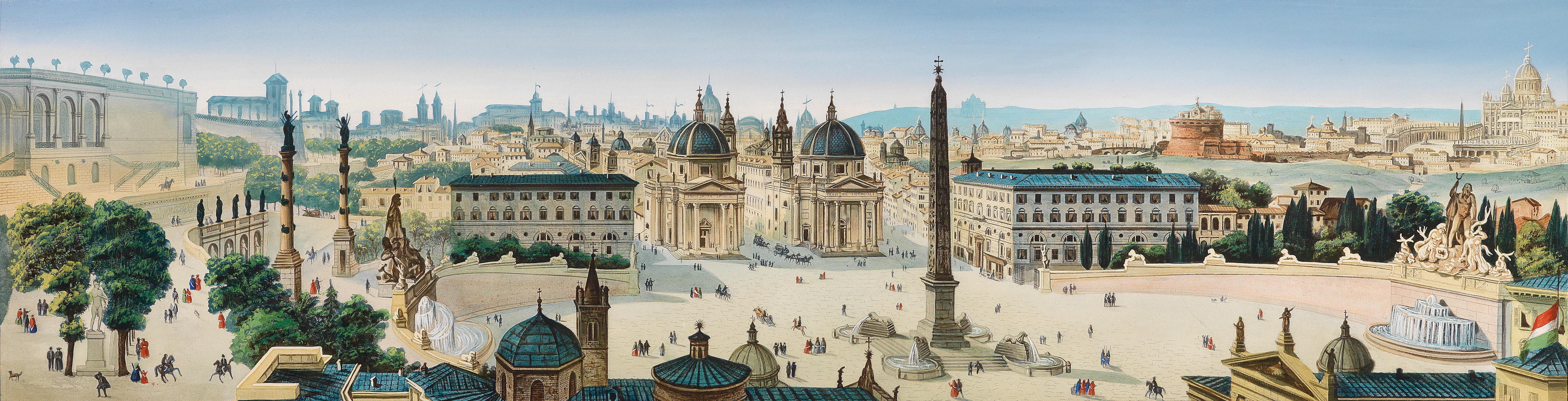
Vue panoramique au XIXe siècle.

La place, telle qu'elle se présente aujourd'hui, a été conçue dans le style néo-classique entre 1811 et 1823 par l'architecte Giuseppe Valadier, sur commission du pape Pie VII puis du pape Léon XII, son successeur. Valadier a démonté une précédente fontaine de Giacomo della Porta, érigée en 1572, sous Grégoire XIII, et démoli des bâtiments insignifiants. Des murs ont été dessinés en deux demi-cercles, rappelant le plan du Bernin pour la place Saint-Pierre du Vatican, en remplacement de la place trapézoïdale d'origine, plus étroite et centrée sur la via Flaminia.
La piazza del Popolo de Valadier a incorporé des arbres comme éléments essentiels ; il a conçu son espace dans une troisième dimension, exprimée par la construction d'une splendide rampe d'escalier qui mène à la colline et aux jardins du Pincio, ce qui a réglé le problème de dénivelé entre la place et la colline en surplomb, côté est.

### L'obélisque
Un obélisque égyptien d'Héliopolis, dû au pharaon Séthi Ier et érigé plus tard par Ramsès II, se trouve au centre de la place. L'obélisque avait été amené à Rome en 10 av. J.-C. sur l'ordre de l'empereur Auguste pour orner la spina du Circus Maximus. Brisé en trois segments, aux temps des invasions barbares, à la fin de l'Antiquité, il est remis au jour en 1587, sous le pontificat de Sixte-Quint, qui ordonne sa restauration pour le faire élever à son emplacement actuel, par l'architecte Domenico Fontana, en 1589, dans le cadre d'un vaste plan urbain voulu par le Pape. 
Trois côtés de l'obélisque ont été sculptés sous le règne de Séthi Ier et le quatrième sous Ramsès II. L'obélisque, également connu sous le nom d'obélisque Flaminien, ou d'Obélisque de la piazza del Popolo, est le deuxième plus ancien et l'un des plus grands obélisques de Rome, avec environ 26,90 m de haut, et 36,50 m, du socle jusqu'à la croix à son sommet). La place abritait une fontaine centrale qui a été déplacée vers la piazza Nicosia en 1818, et quatre nouvelles fontaines, chacune ornée d'un lion de style égyptien, ont été ajoutées au pourtour de l'obélisque en 1823 (le lion étant une figure principale des armoiries du nouveau pape, Léon XII, élu cette année-là ).

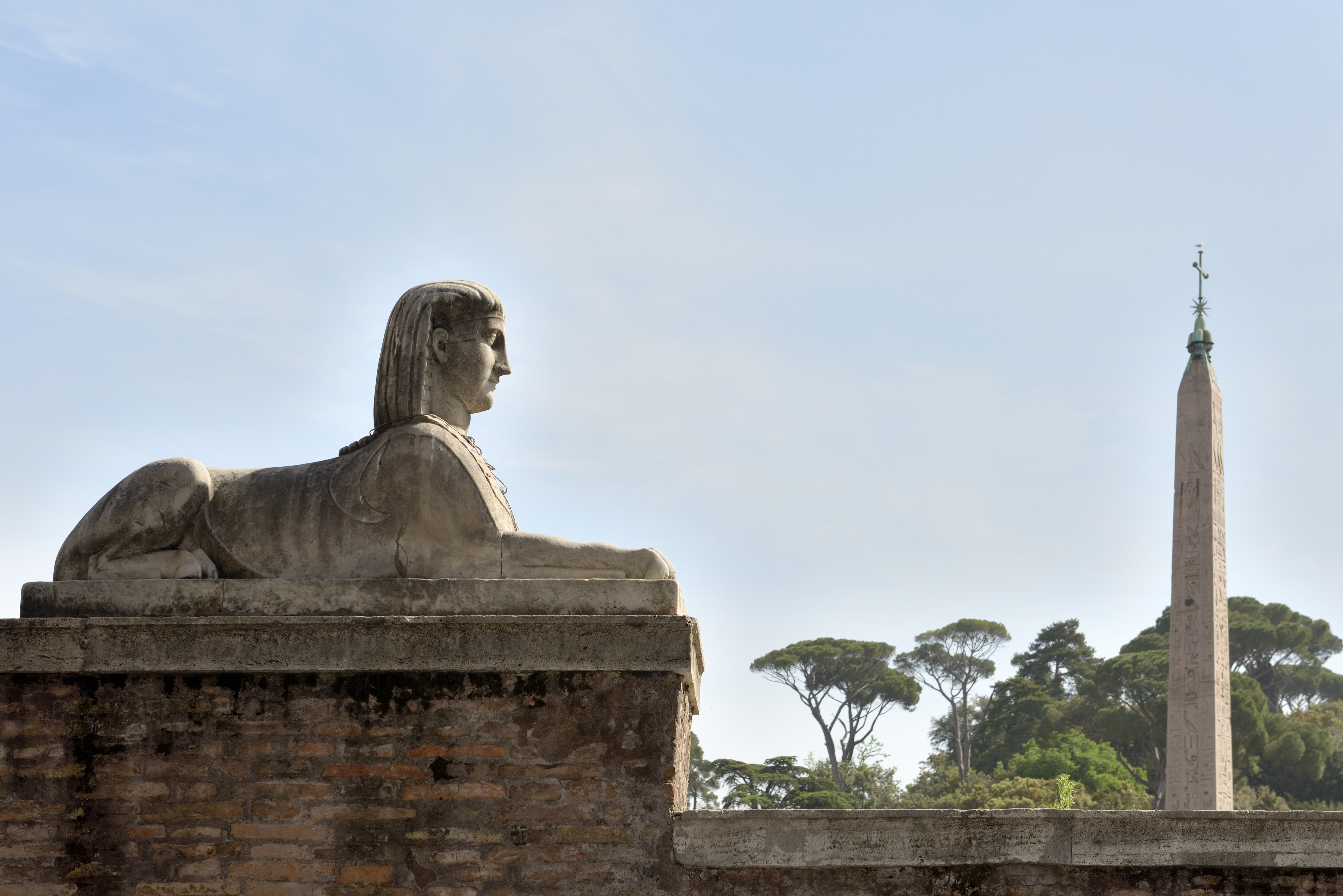
Obélisque de la piazza del Popolo, d'Héliopolis (Égypte)
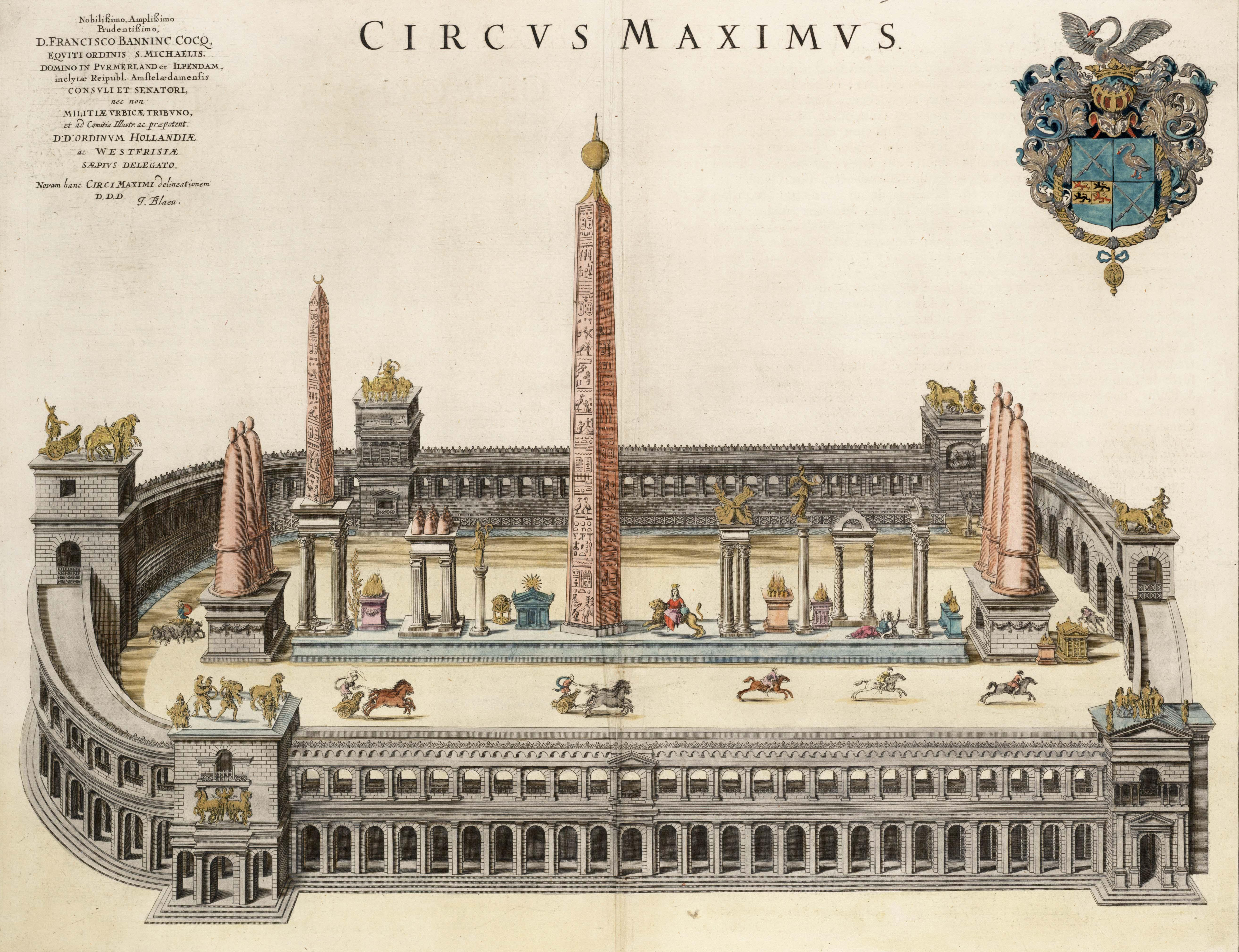
Circus Maximus en 10 av. J.-C.
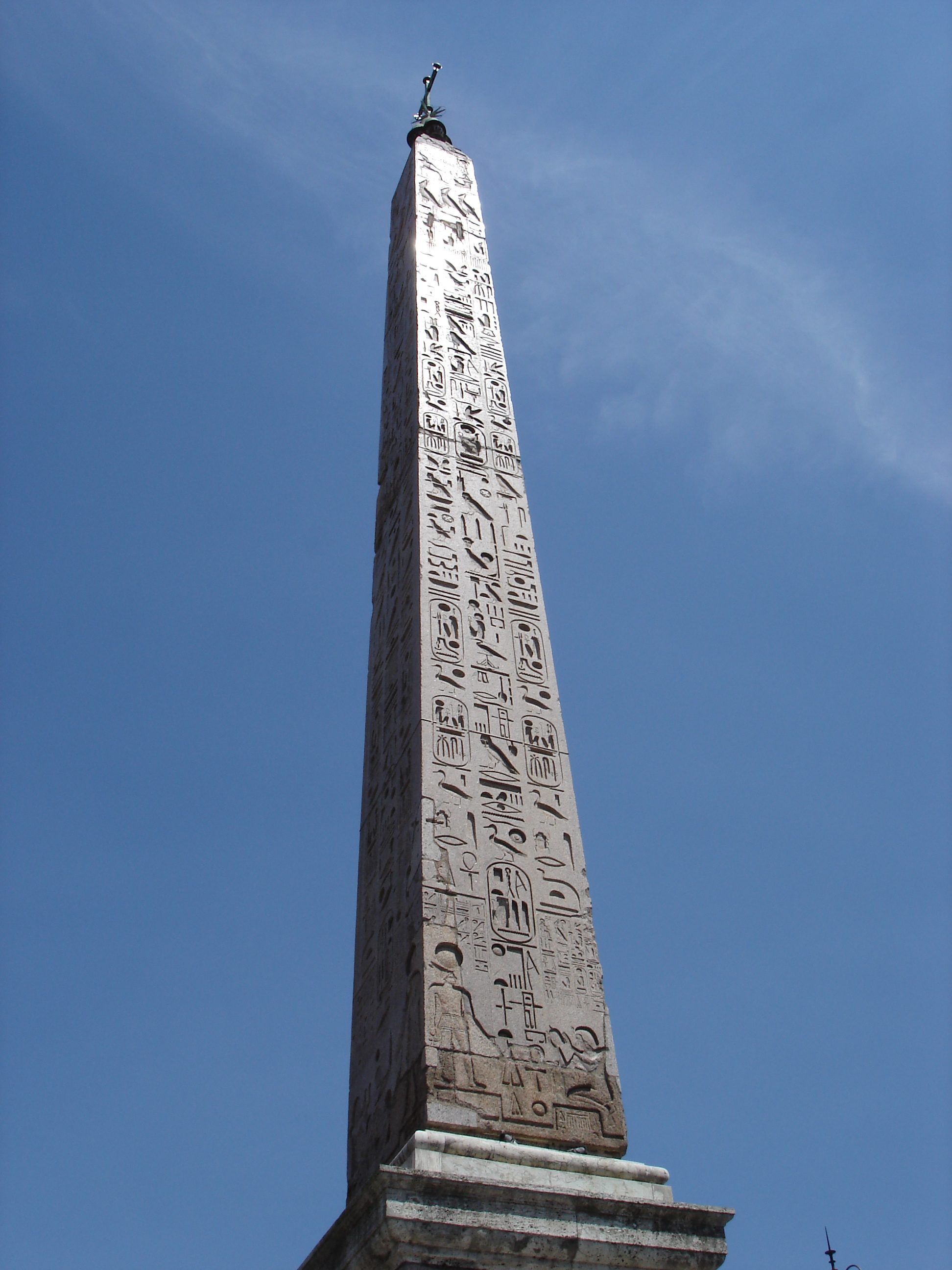
L'obélisque et son inscription hiéroglyphique

### Voies, églises

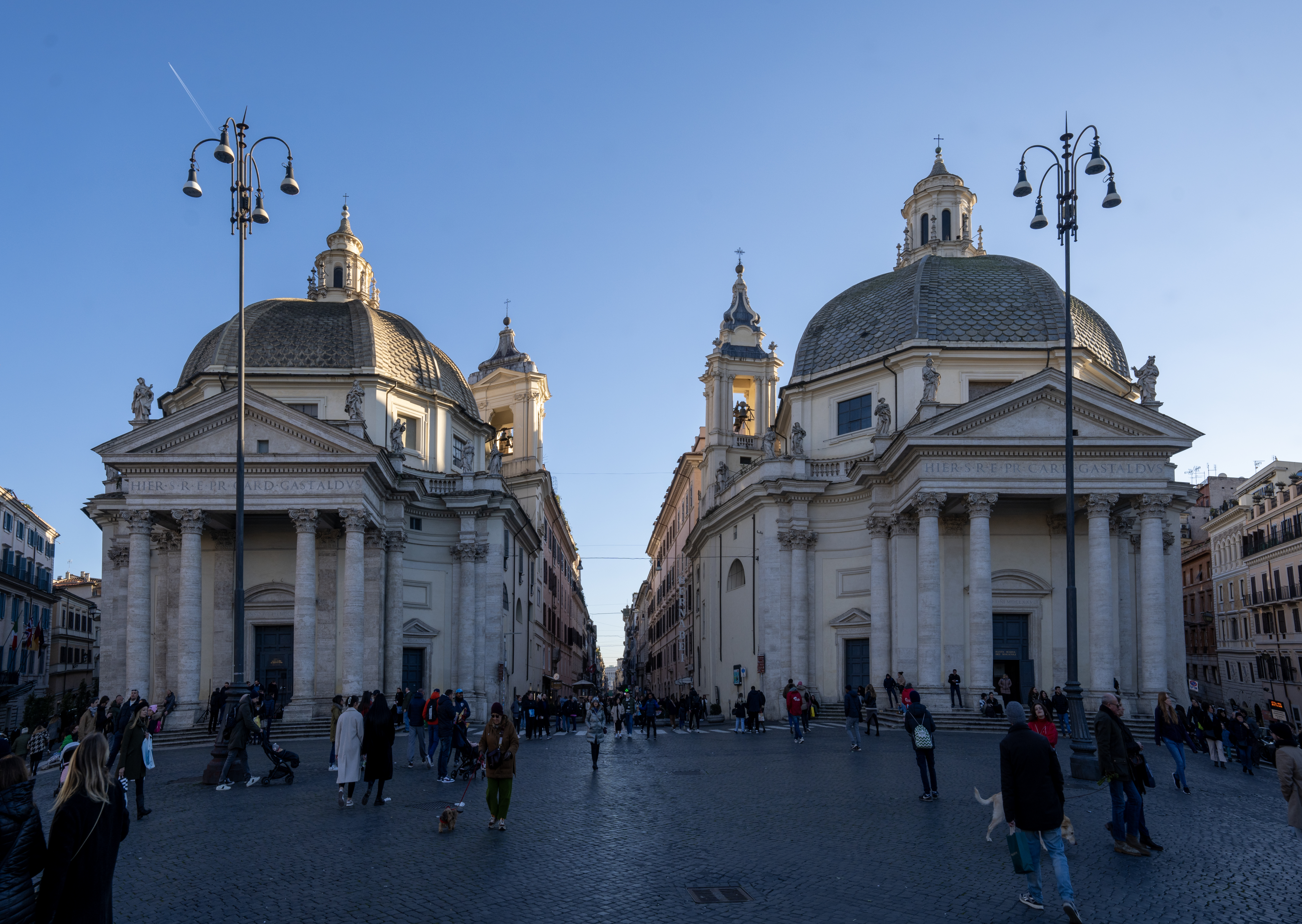
Obélisque, Basilique Santa Maria in Montesanto et église Santa Maria dei Miracoli

En regardant vers le sud, trois rues se ramifient de la place vers la ville, formant un prétendu « trident » (il Tridente) : la via del Corso au centre ; la via del Babuino à gauche (ouverte en 1525 sous le nom de via Paolina) et la via di Ripetta (ouverte par le pape Léon X en 1518 sous le nom de via Leonina) à droite. Les églises jumelles de Santa Maria dei Miracoli (1681) et Santa Maria in Montesanto (1679), commencées par Carlo Rainaldi et complétées par le Bernin et Carlo Fontana, définissent les jonctions des rues. Un examen minutieux des églises jumelles montre qu'elles ne sont pas de simples copies, comme il aurait été fait dans un projet néoclassique, mais qu'elles sont différentes dans leurs détails, offrant une variété dans leur équilibre symétrique, tout à fait dans le style baroque.
La rue centrale, l'actuelle via del Corso, est l'ancienne via Lata, qui reliait l'ancienne via Flaminia au Capitole et au Forum. La via di Ripetta mène au mausolée d'Auguste et au Tibre, dont les quais baroques, appelés port de Ripetta, étaient visibles jusqu'à leur destruction à la fin du XIXe siècle, lors des travaux de canalisation du fleuve. La via del Babuino (rue du Babouin), qui mène à la piazza di Spagna (Place d'Espagne), tient son nom d'une sculpture grotesque de Silène (de la mythologie grecque) à laquelle a été donné le nom populaire de « Babouin ».

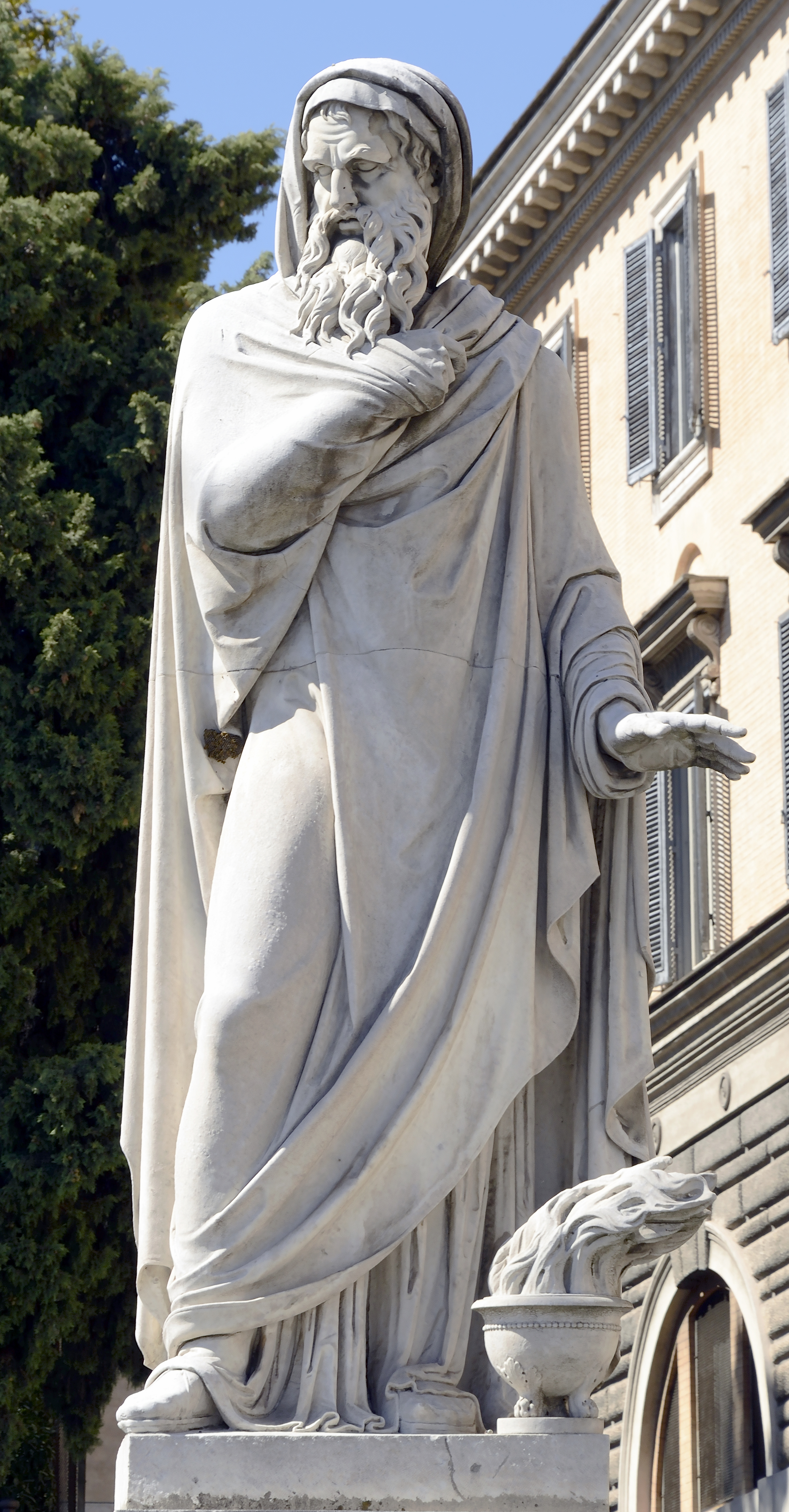
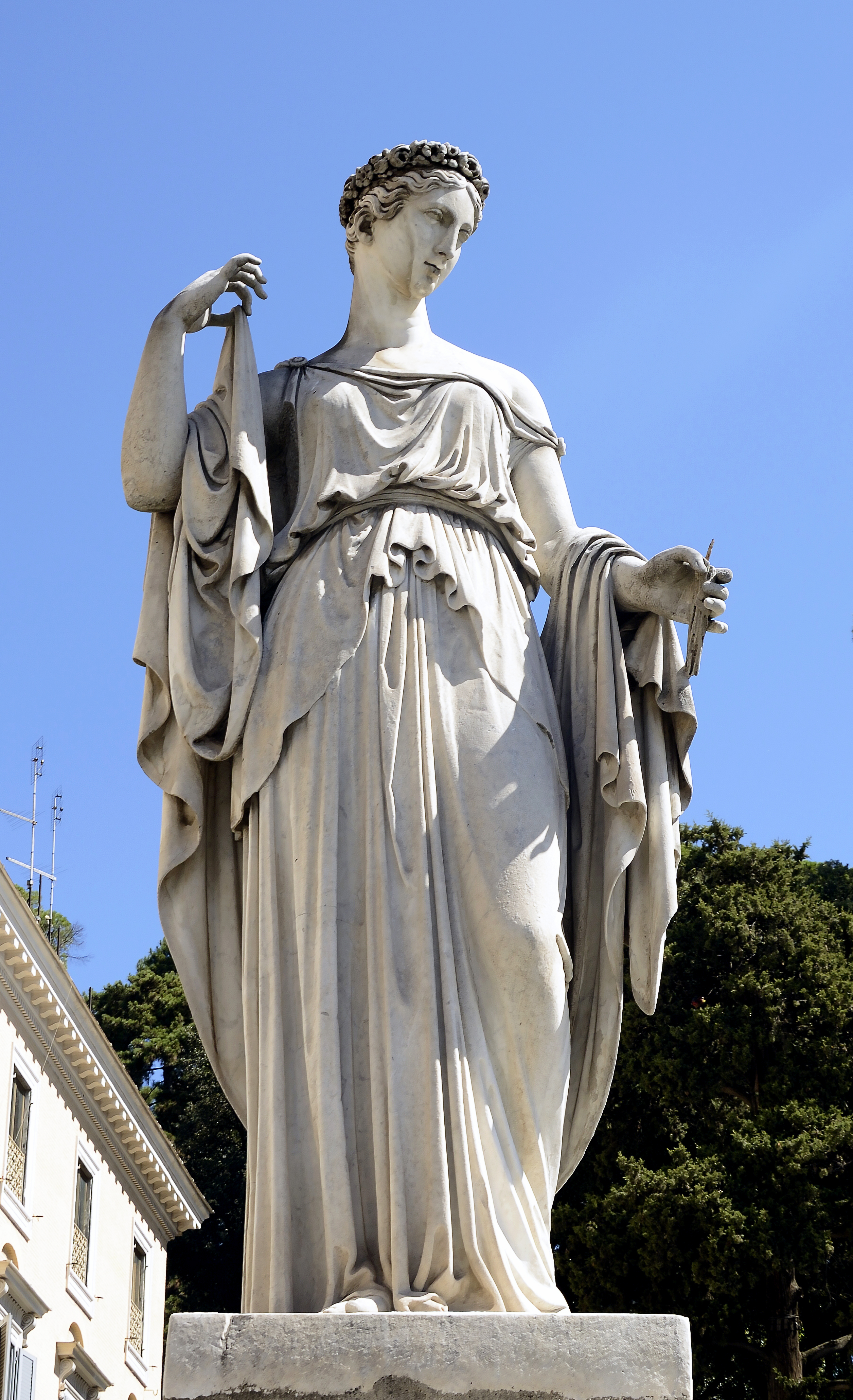
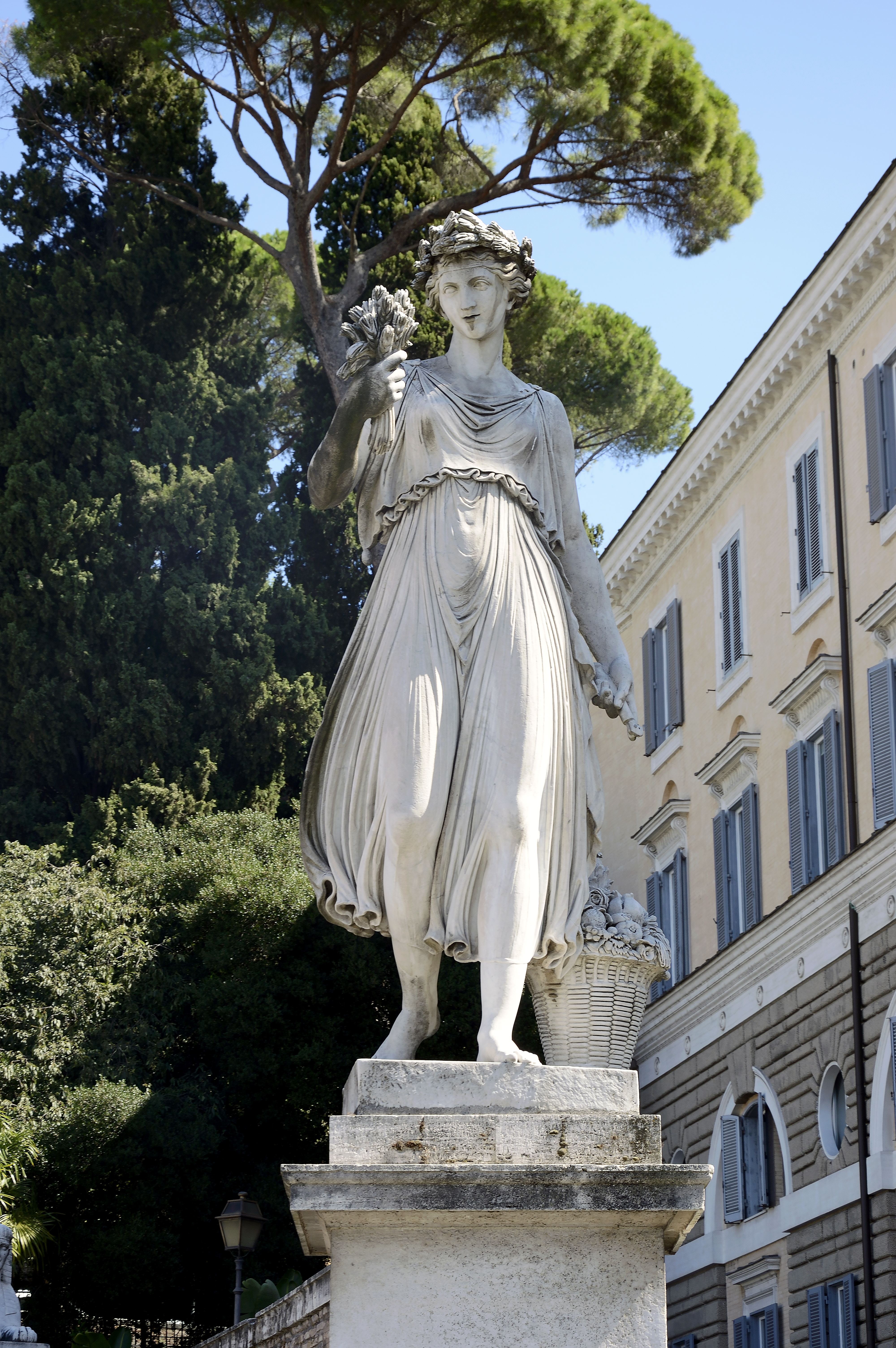
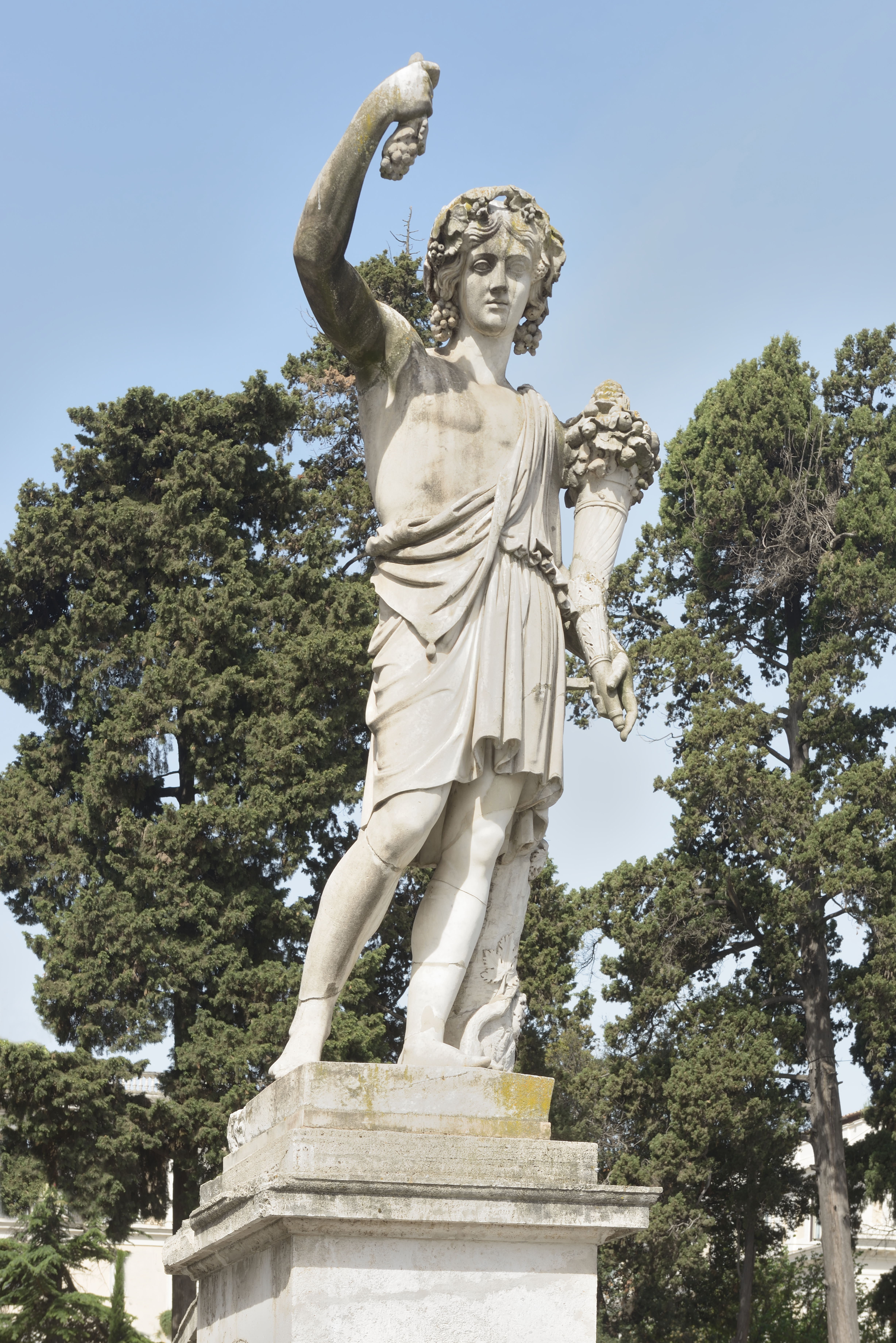
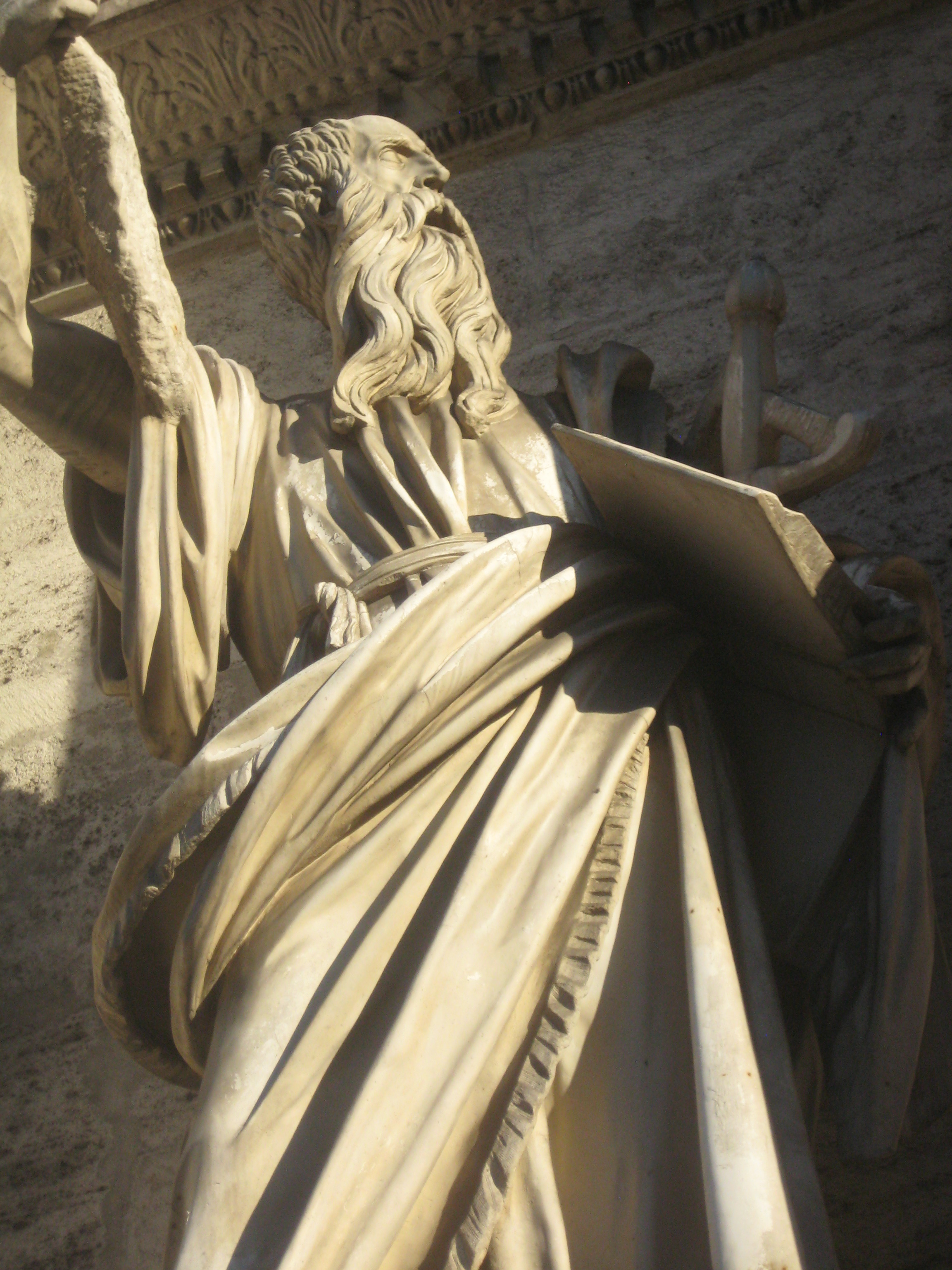

### Porta del Popolo
Au nord de la place se trouve la porte de ville Porta del Popolo, au-delà de laquelle se trouve le piazzale Flaminio et le début de la via Flaminia. Le passage a été retravaillé pour lui donner son aspect actuel par Le Bernin, pour le compte du pape Alexandre VII, en 1655, pour la venue de la reine Christine de Suède à Rome, à la suite de sa conversion au catholicisme romain et de son abdication. En face de Santa Maria del Popolo se trouve un poste de gendarmerie, avec un dôme qui répond à celui de l'église.
Dans son projet urbanistique, Valadier a construit les palais (palazzi) assortis qui fournissent un cadre pour la scénographie des églises jumelles et tiennent deux coins de sa composition. Il a placé un troisième palazzo pour leur faire face.

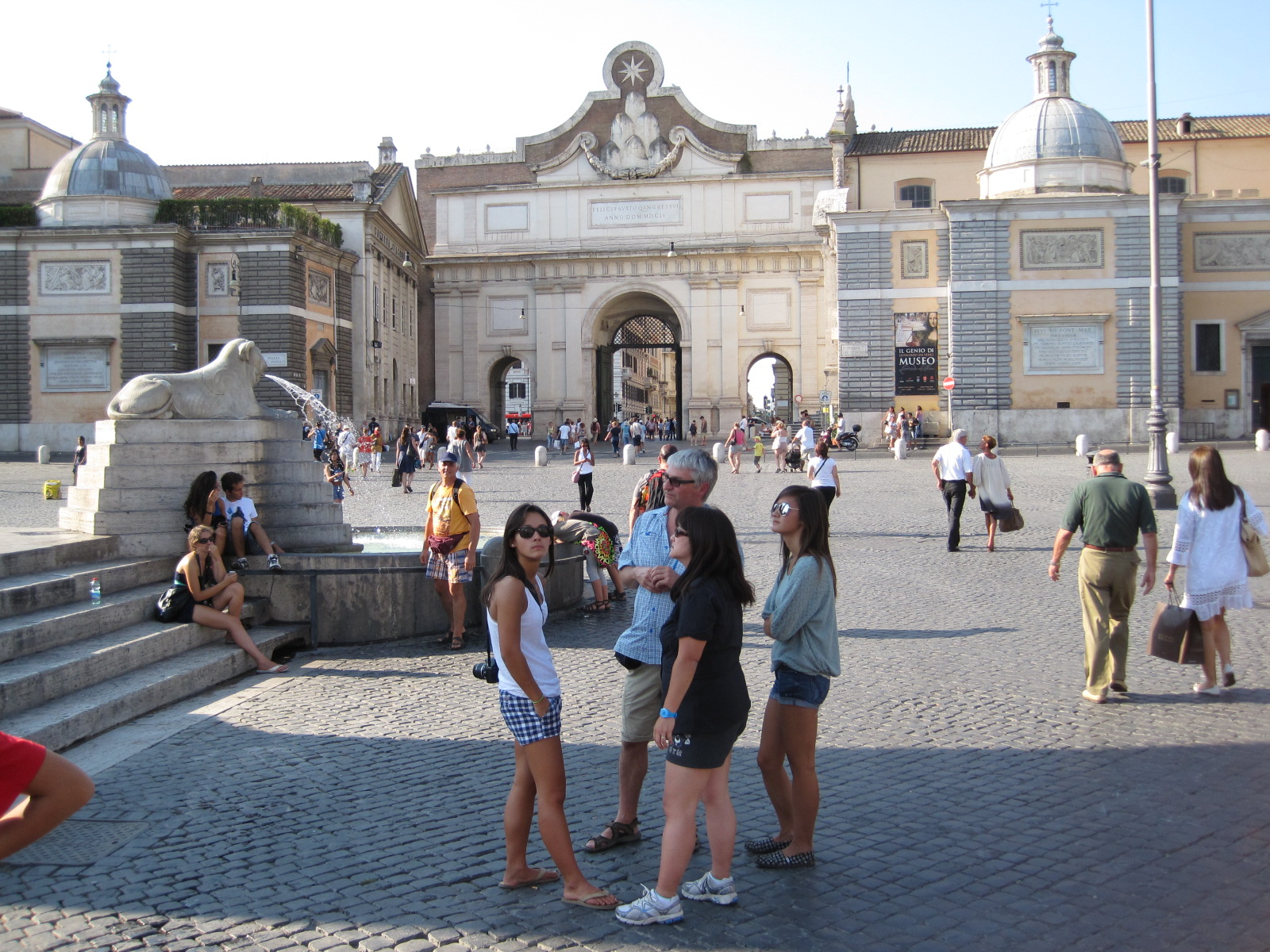
Porta del Popolo
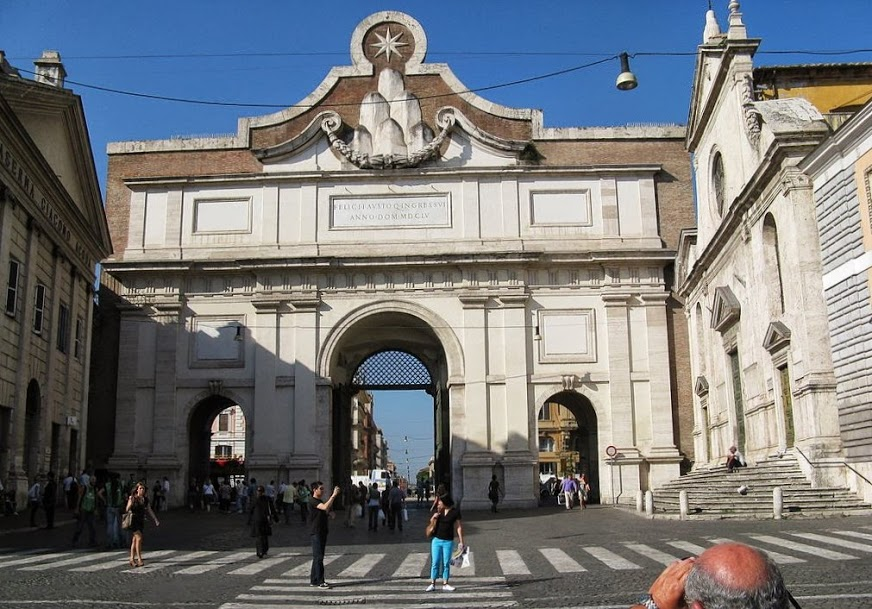
Porta del Popolo
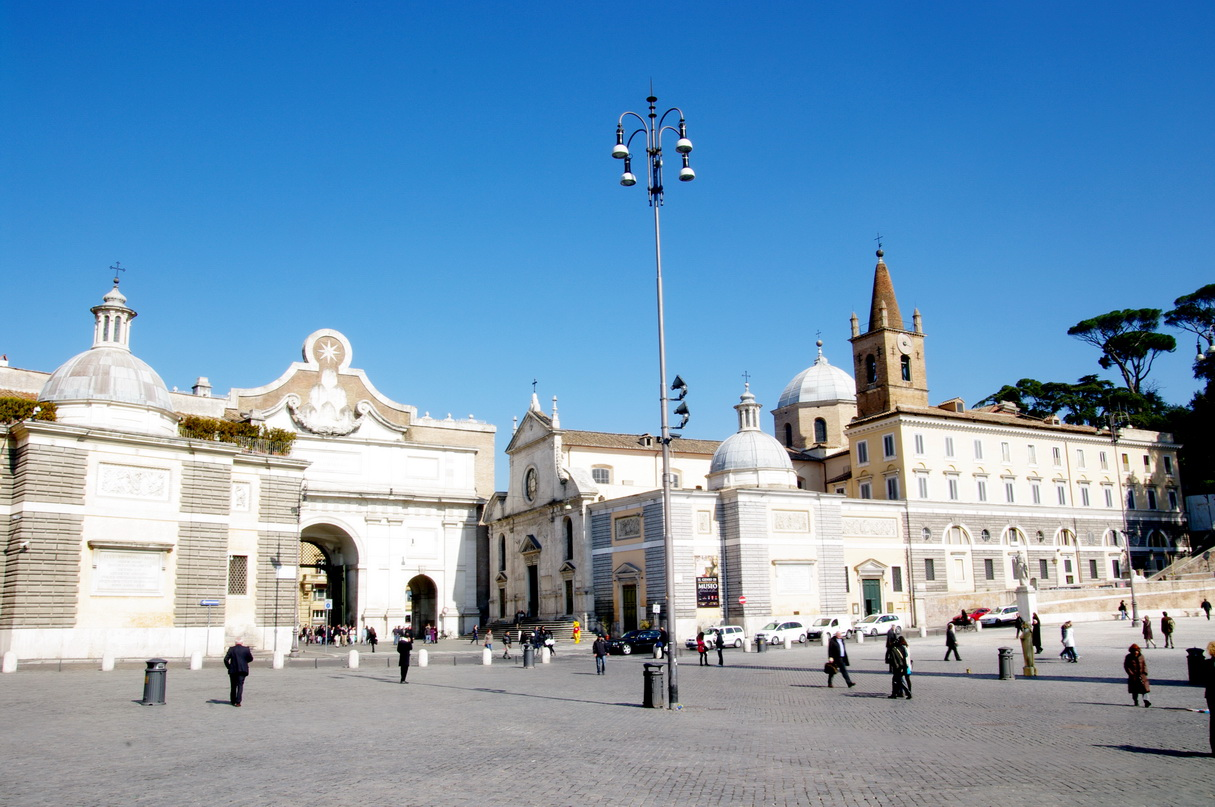
Porta del Popolo, et église Santa Maria del Popolo

### Fontaines
Les fontaines de la piazza del Popolo sont alimentées par l'aqueduc de l'Aqua Virgo, inauguré par Agrippa en 19 av. J.-C. et achevé dans les années 1820. Depuis la Renaissance, ces fontaines sont le théâtre de grandes fêtes d'eaux. Valadier avait prévu des fontaines sur le palier supérieur du Pincio, mais elles n'ont jamais été réalisées, en partie par manque d'eau.
Les fontaines de Giovanni Ceccarini (1822-23), avec des compositions assorties d'une figure centrale flanquée de deux figurines, se tiennent de chaque côté de la place à l'est et à l'ouest, flanquées de statues néoclassiques des Saisons (1828). La Fontana del Nettuno (fontaine de Neptune) se dresse sur le côté ouest : le dieu Neptune, avec son trident, est accompagné de deux dauphins. La fontaine de la déesse Rome (statue de Rome entre le Tibre et l'Aniene) marque le point terminal de l'aqueduc : la déesse Roma est armée d'une lance et d'un casque, précédée de la Louve du Capitole allaitant Romulus et Rémus (fondateurs de Rome de la mythologie romaine).
Au centre de la place se trouve la fontana dell' Obelisco : quatre petites fontaines entourent le socle de l'obélisque, chacune présentant un lion sur des marches.

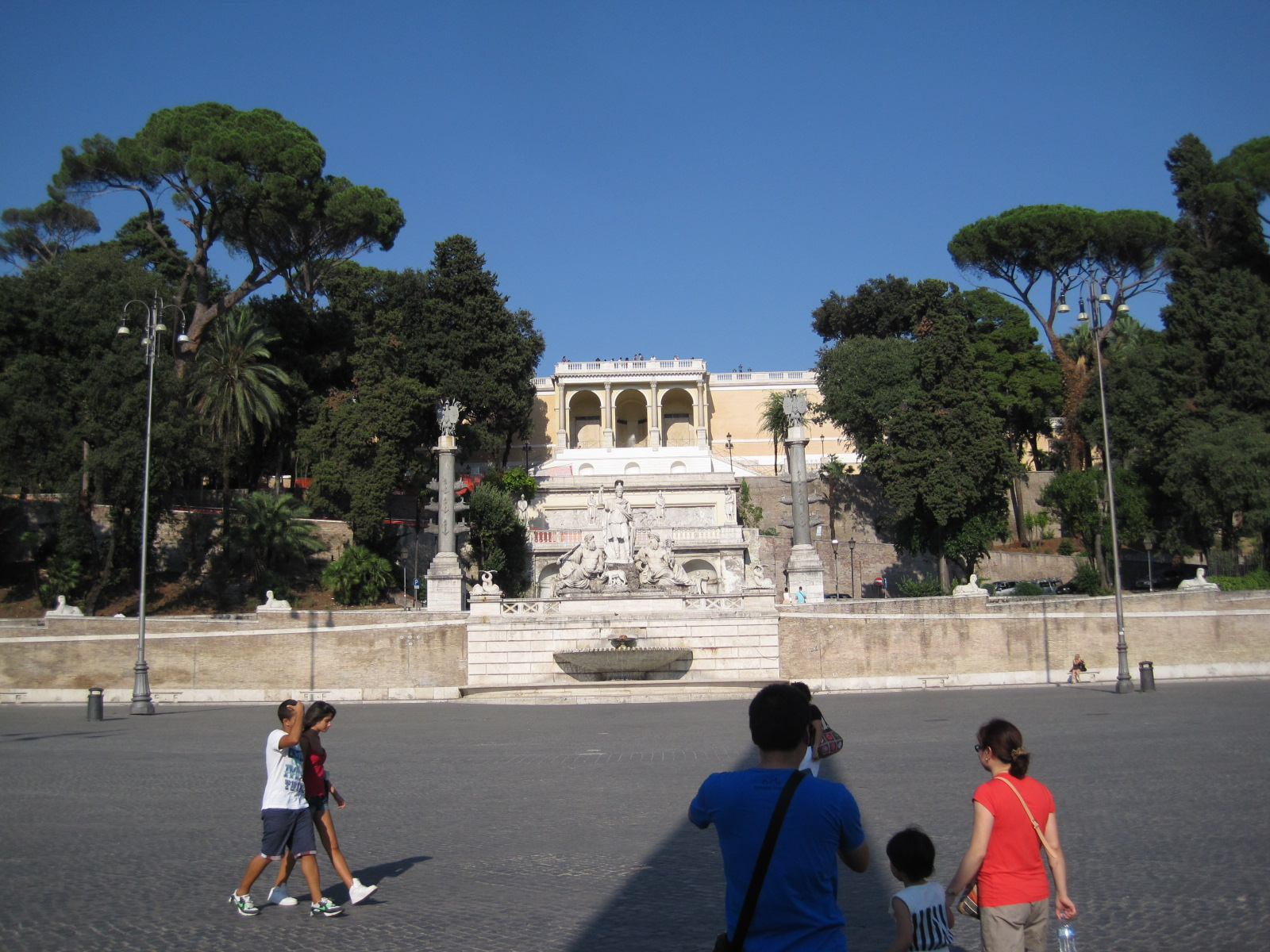
Fontaine de la déesse Rome, et jardins de la Villa Borghèse du Pincio
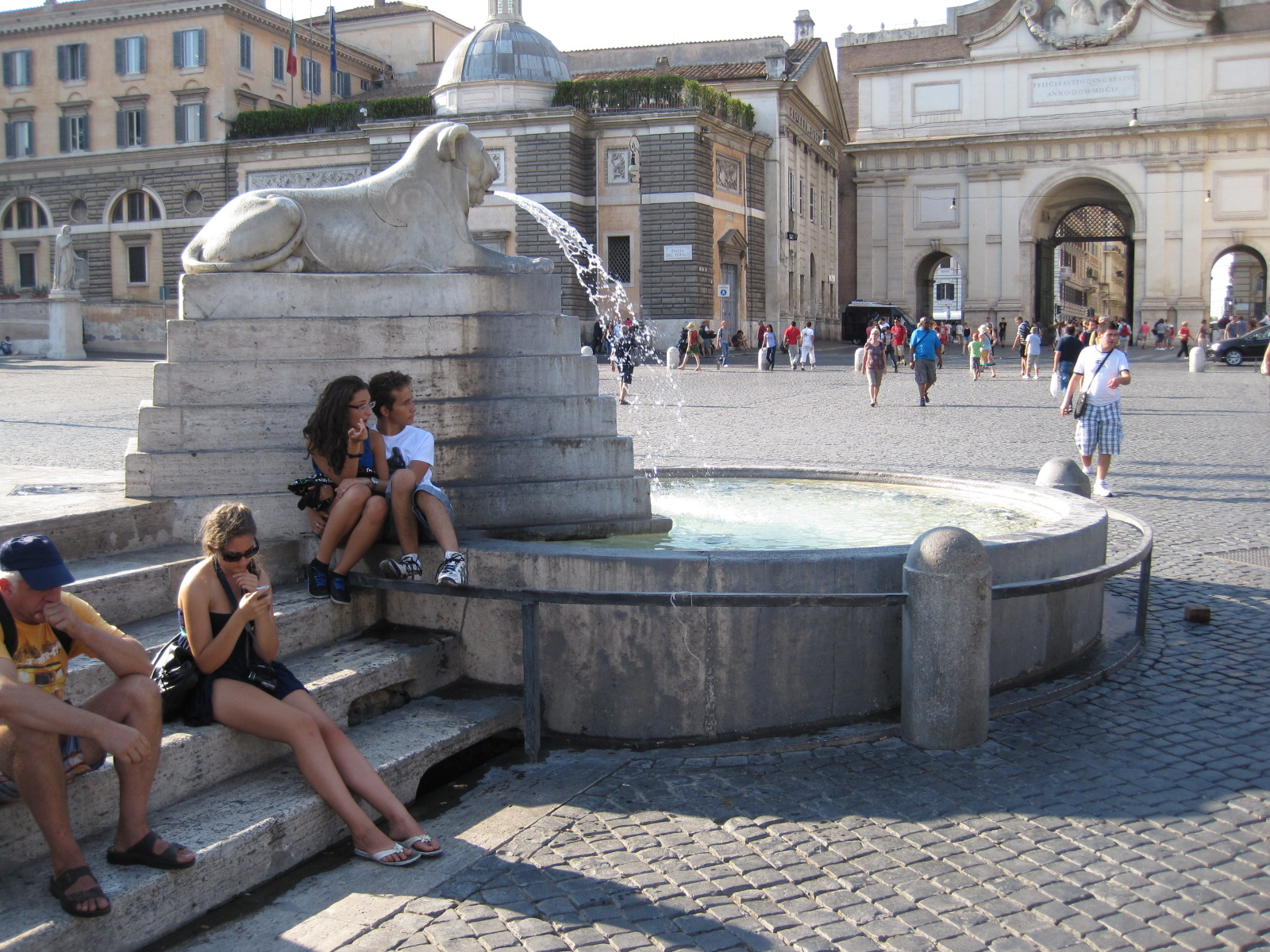
Fontaine de l'obélisque et Porta del Popolo
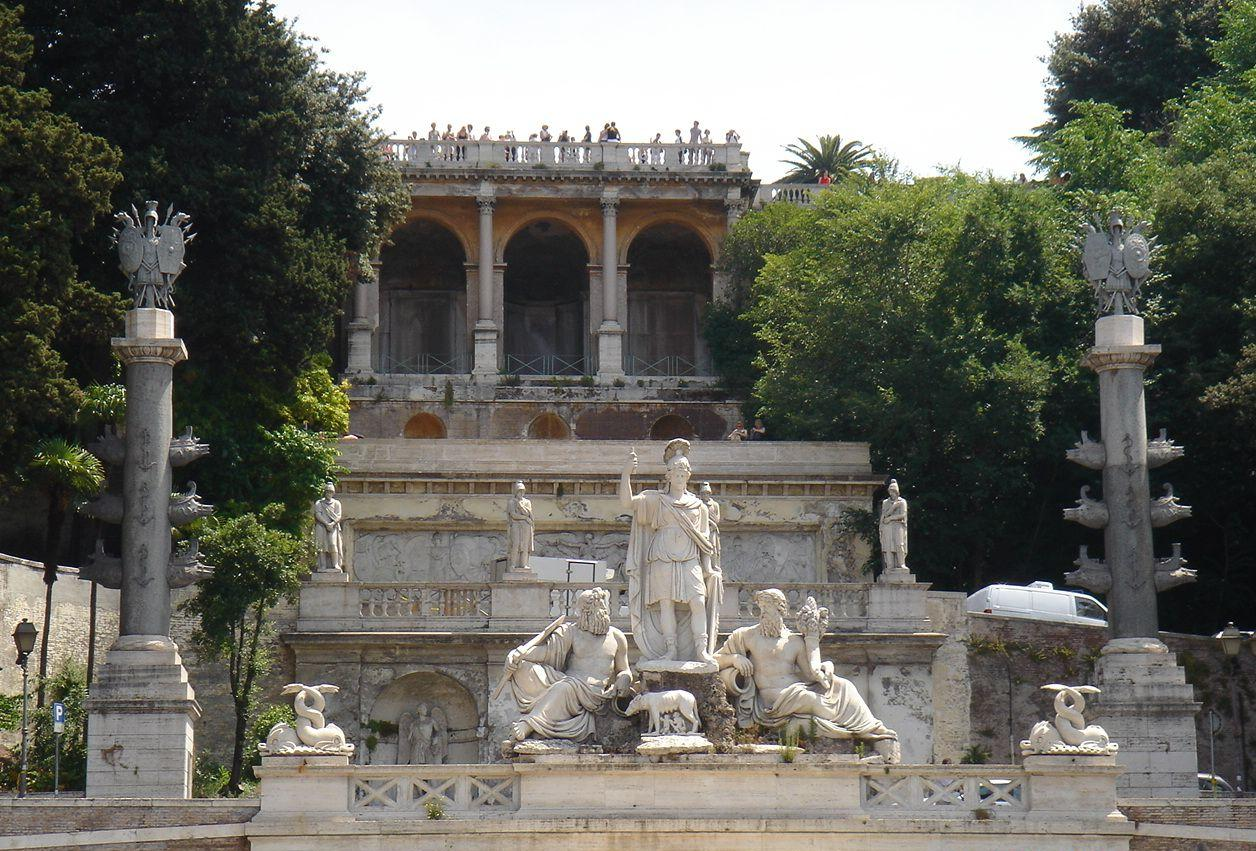
Fontaine de la déesse Rome, et escalier vers le Pincio et les jardins de la Villa Borghèse
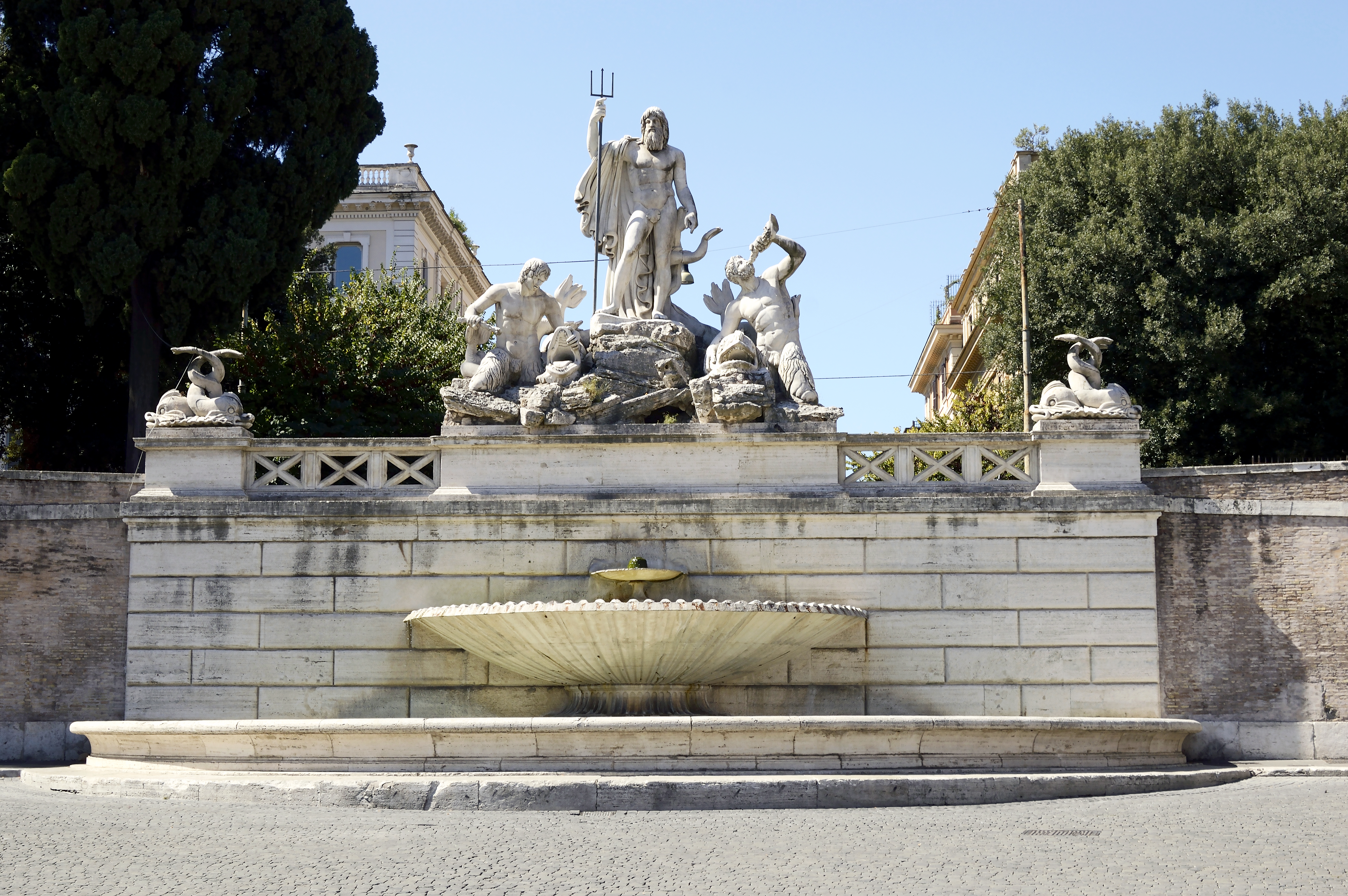
Fontaine de Neptune
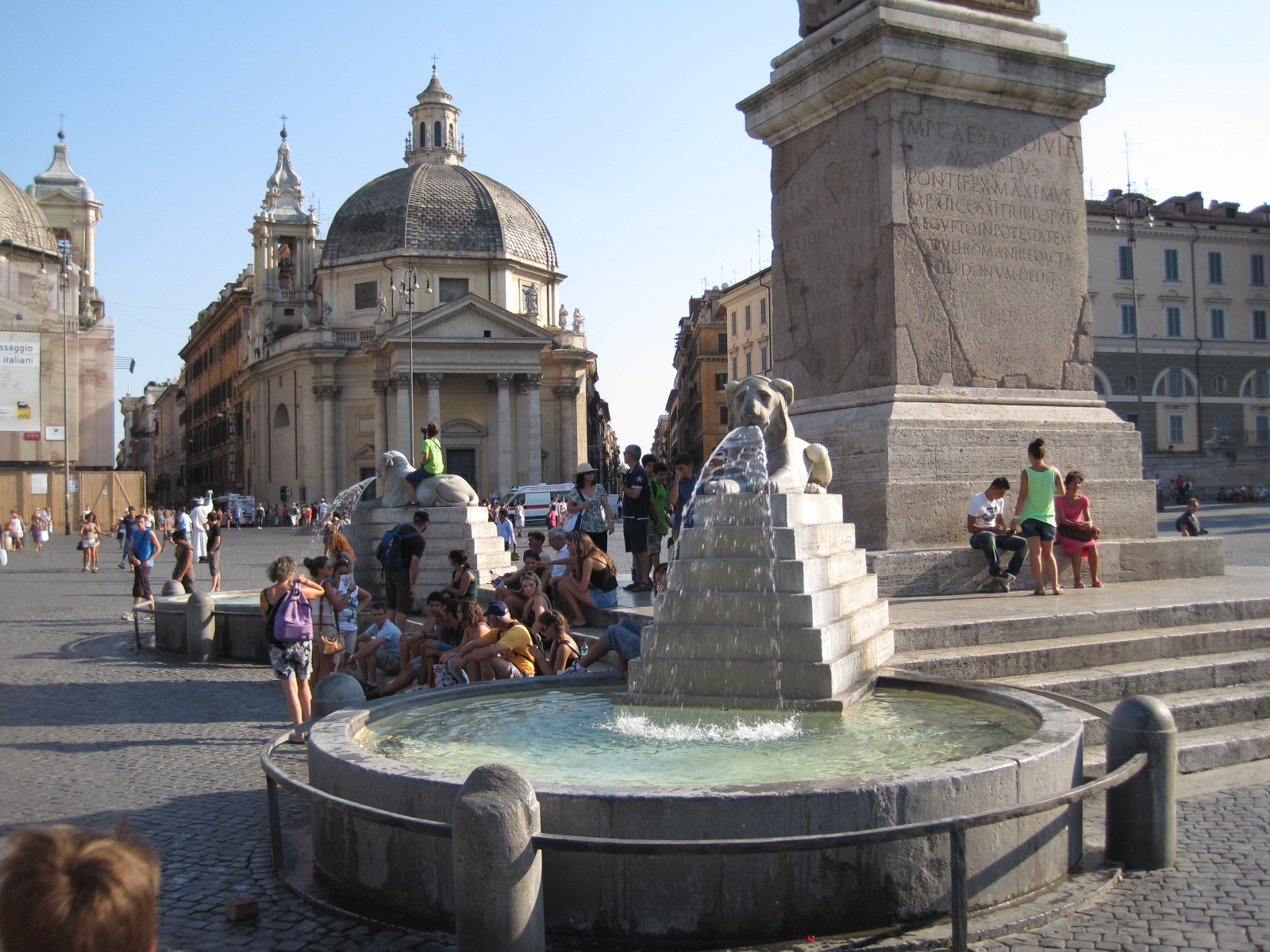
Fontaine de l'obélisque de la piazza del Popolo
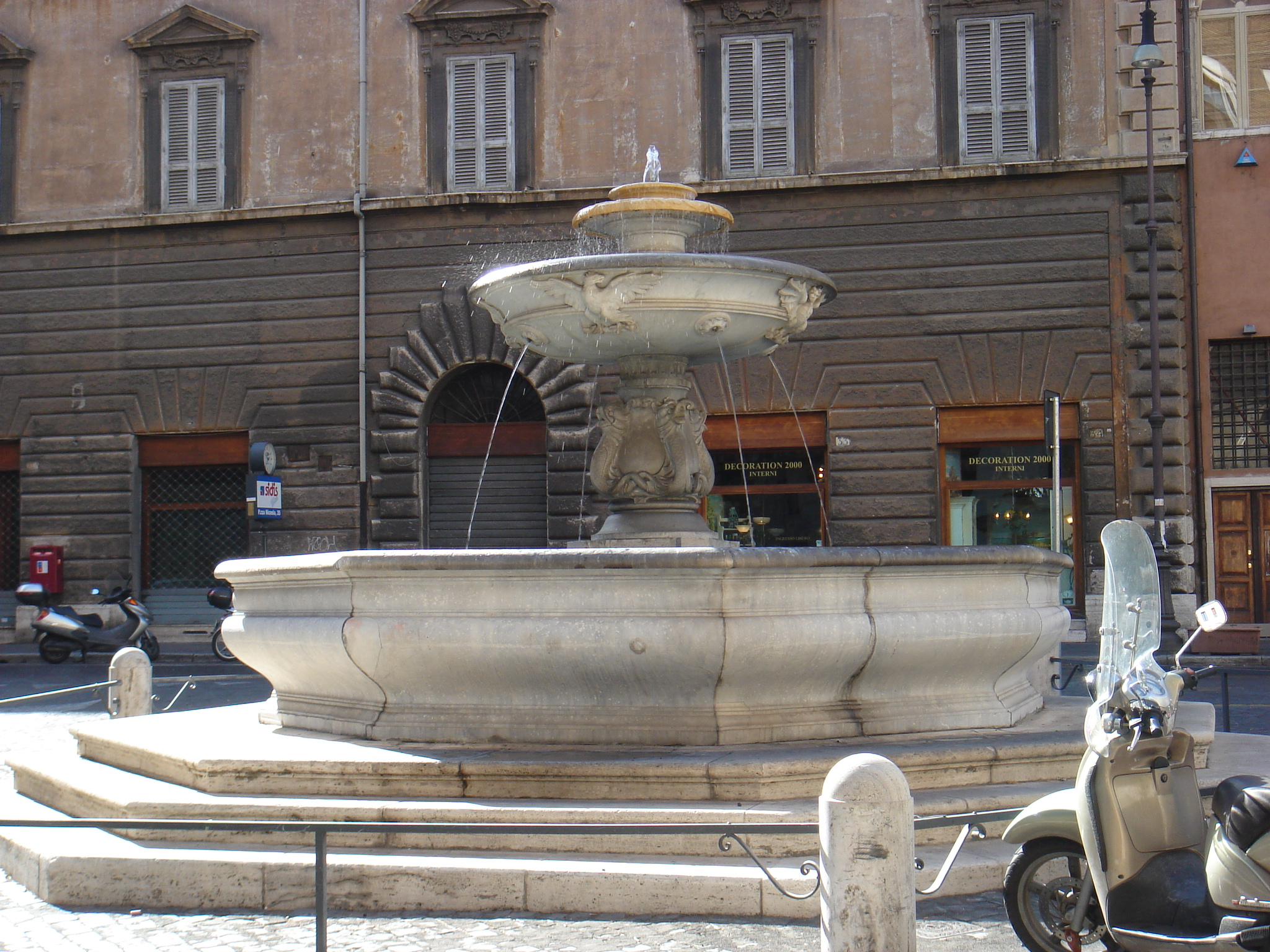
Ancienne fontaine du Trullo